# عمليات البيع
عمليات البيع هي مجموعة من أنشطة الأعمال التجارية التي تساعد مؤسسة البيع في أن يتم تشغيلها بكفاءة وفاعلية لدعم إستراتيجيات الأعمال والأهداف. كما يمكن الإشارة إلى عمليات البيع على أنها عمليات البيع أو دعم المبيعات أو العمليات التجارية.
تختلف مجموعة أنشطة عمليات البيع من شركة إلى أخرى، لكنها غالبًا ما تتضمن الفئات التسع التالية:
1. إستراتيجية المبيعات: التصميم والتخطيط والتنفيذ
2. قياس النتائج: إعداد التقارير والتحليلات وبيانات المبيعات
3. المكافآت وحصة المبيعات والسياسات
4. التكنولوجيا والأدوات بما في ذلك إدارة علاقات العملاء CRM
5. التدريب واتصالات المبيعات
6. تصميم مناطق المبيعات وتحسينها
7. المنافسات/المكافآت الفورية
8. اكتشاف عملاء محتملين/برامج البيع
9. تجزئة العميل

غالبًا ما تكون العلاقة المتبادلة بين أعضاء فريق عمليات البيع والأقسام الأخرى مثل المالية والتسويق وتكنولوجيا المعلومات عن طريق ممثلي العلاقات المتبادلة. وسوف يعبرون عن احتياجات المبيعات في المقابلات والمشروعات متعددة الوظائف.

## عمليات البيع كوظيفة
هناك عدد متزايد من الشركات الكبيرة ومتوسطة الحجم أصبحت تهتم بإنشاء أقسام لعمليات البيع داخل مؤسساتها، ولكل مركز متميز في عمليات البيع فإن 54% من مجموعات عمليات البيع عمرها أقل من ثلاثة أعوام.
وفي الماضي لم تكن هذه الوظائف موجودة وكان يقوم بها مديرو المبيعات أو يقوم بها جميع من بالمؤسسة، لكن الشركات تدرك الآن أهمية الفائدة التي تحققها أنشطة عمليات البيع والحاجة إلى المركزية والقيادة المركزية.

## فائدة عمليات البيع
تساعد أنشطة عمليات البيع القيادات في اتخاذ القرارات السليمة في الوقت المناسب لقيادة الأداء على المدى القصير والطويل، كما تساعد قيادات المبيعات على المواءمة بين موارد البيع والفرص الكبرى بطرق فعالة من حيث التكلفة كما تساعد في ضمان أن جميع العاملين بالمبيعات يُعاملون بالعدل ويتقاضون مرتباتهم المحددة بدقة، وتساعد كذلك في تحسين أداء المبيعات من خلال عمليات أفضل واستخدام التكنولوجيا والمنهجيات، والمساعدة في تحسين معنويات الموظفين.
وفي النهاية نقول إن أنشطة عمليات المبيعات تساهم كثيرًا في نجاح مؤسسات البيع وقدرة المؤسسات على تحقيق/تجاوز الأهداف التجارية.

## حصة المبيعات
حصة المبيعات هي الحد الأدنى من الأهداف لمدة زمنية محددة، يمكن أن تكون حصة المبيعات هي المبلغ الأدنى من الدولارات (القيمة النقدية) أو المُنتج المبيع (الحجم)، كما يمكن أن تكون حصص المبيعات لنشاط المبيعات مثل: عدد الاتصالات اليومية، وعادة ما تحدد الإدارة حصة المبيعات ومجال المبيعات، ويمكن أن تكون هذه المدة الزمنية يومًا أو أسبوعًا أو شهرًا أو ربع سنة أو سنة.

## مناطق المبيعات
مناطق المبيعات هي في العادة المنطقة الجغرافية المحددة للبائع أو مجموعة من البائعين. كما يمكن تحديد المنطقة الجغرافية المخصصة لكل من صاحب الامتياز أو الموزع أو الوكيل، كما يمكن تحديد مناطق المبيعات من خلال نوع العملاء وكذلك نوع تجار التجزئة أو تجار الجملة في المنطقة الجغرافية. وقد تتسع مناطق البيع لتشمل: قارة أو أمة أو نصف أمة أو تكون صغيرة مثل: بلدة أو مدينة. يمكن أن يكون لدى مدير المبيعات مناطق مبيعات مختلفة أكثر من الأشخاص الذين يشرفون عليهم.